# Haus Monheim

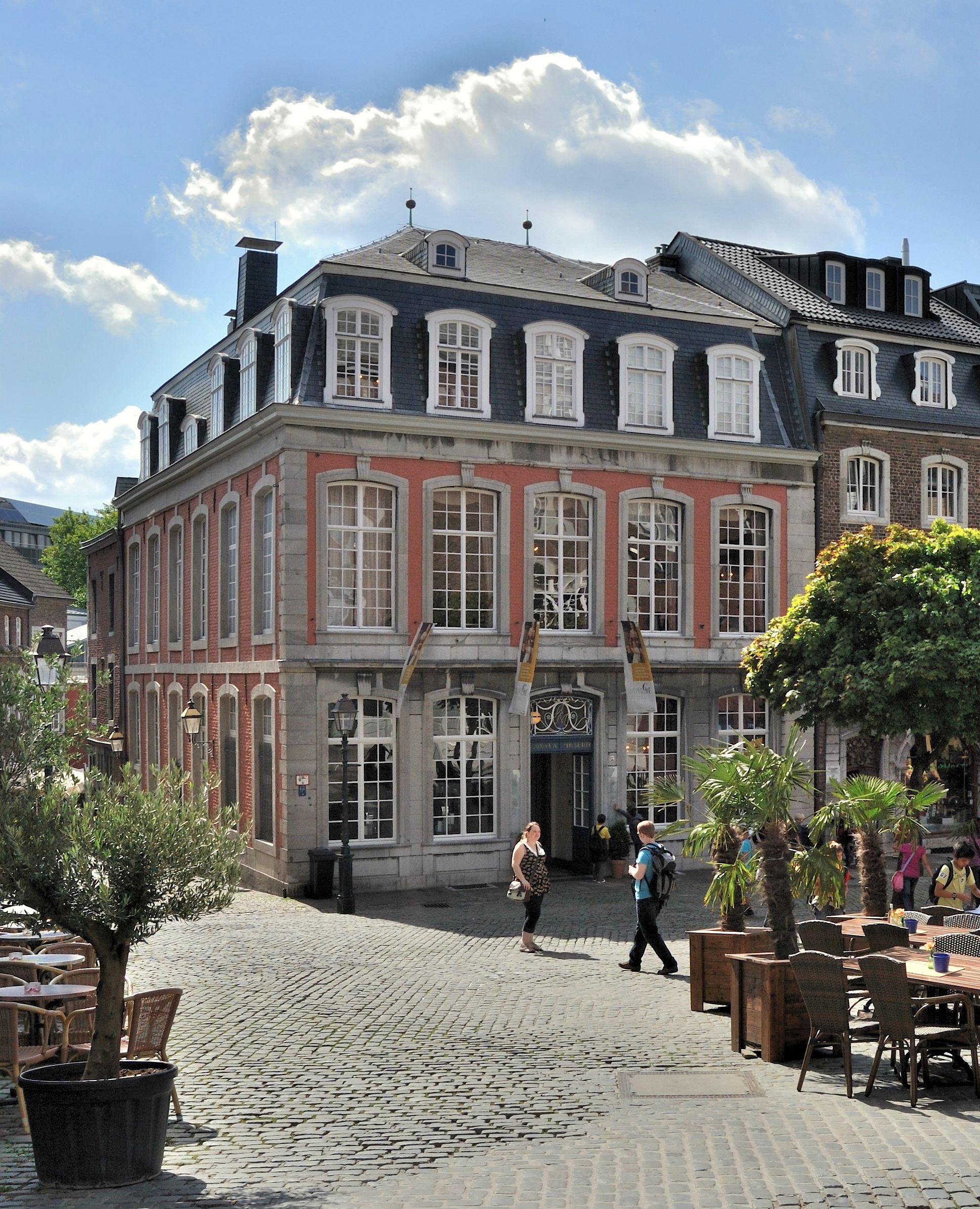
Haus Monheim am Hühnermarkt in Aachen, heute Sitz des Couven-Museums

Das Haus Monheim ist ein denkmalgeschütztes Gebäude in der Altstadt von Aachen. Es war ein Wohn- und Geschäftshaus der Apothekerfamilie Monheim und ist eines der noch erhaltenen Werke von Jakob Couven in Aachen. Heute beherbergt es das Couven-Museum und ist als Baudenkmal in die Aachener Denkmalliste eingetragen.

## Lage
Das Haus Monheim liegt in der Aachener Altstadt ganz in der Nähe des Rathauses an der Ecke zwischen Rommelsgasse und Hühnermarkt (Postadresse ist Hühnermarkt 17), einem der alten Dreiecksplätze innerhalb des inneren Mauerrings, die durch die unterschiedliche Ausrichtung der römischen und karolingischen Bauten und Straßenzüge entstanden sind.

## Geschichte

Haus Monheim vor dem Ladeneinbau 1890

Den Häuserblock zwischen Hühnermarkt und Hof nahm ab dem 14. Jahrhundert zum großen Teil die Aachener Stadtwaage ein, die bei dem Stadtbrand von Aachen im Jahre 1656 zerstört und anschließend im Großen Klüppel neu eingerichtet wurde. Um 1660 erwarben Nikolaus Fiebus und sein Schwager Gerlach Maw, die später mehrmals abwechselnd Bürgermeister von Aachen waren, das Grundstück der abgebrannten Waage und ein Nachbargrundstück, verkauften es aber schon 1662 weiter an den Apotheker Adam Coebergh († 1694). Dieser stammte aus Grave und war Gehilfe in der 1649 errichteten Apotheke des Dr. Matthäus Mayer gewesen, die ebenfalls bei dem Stadtbrand vernichtet worden war. Als Dr. Geyer zum Stadtphysikus ernannt wurde und die Apotheke nicht mehr selber führen konnte, hatte er sie an Coebergh übertragen. Der Wiederaufbau einer Apotheke lag auch im Interesse der Stadt, so dass Adam Coebergh 1659 das Aachener Bürgerrecht verliehen wurde, ohne dass er die sonst dafür erhobene Gebühr bezahlen musste. Auf seinen Antrag hin gewährte der Stadtrat auch ein Zuschuss von 8000 Ziegelsteinen für den Bau der neuen Apotheke, was geschätzt etwa 10 % des benötigten Baumaterials entsprach. Der Neubau auf den Fundamenten der alten Stadtwaage entstand 1663 und erhielt den Namen Coeberghisches Stockhaus. Die dort eingerichtete Apotheke wurde Adler-Apotheke genannt.
Haus und Apotheke blieben vier Generationen im Familienbesitz, bis Heinrich Martin Jakob Coebergh (* 1713), ein Urenkel Adam Coeberghs, sie an seinen Mitarbeiter Andreas Monheim (1750–1804) übertrug. Der aus Köln stammende Andreas Monheim war 1781 nach Aachen gekommen und wurde Mitarbeiter und Teilhaber des Heinrich Martin Jakob Coebergh. Am 29. November 1783 kaufte er das Coeberghische Stockhaus und ließ es 1786 von dem Aachener Baumeister Jakob Couven in ein repräsentatives Wohnhaus im Rokokostil umbauen.
Untersuchungen des Baubestands haben ergeben, dass Couven die Bausubstanz des Coeberghischen Stockhauses im Wesentlichen übernahm und lediglich die Fassadengestaltung änderte und das Innere umbaute. In das heutige Haus Monheim ist auch ein früher zwischen dem Coeberghischen Stockhaus und dem Haus zum Lindenbaum an der Rommelsgasse liegendes Gebäude mit einbezogen, das ehemalige Haus zur Waage. Offen ist jedoch, ob dieses bereits von Couven in Haus Monheim einbezogen wurde oder erst nachträglich im 19. Jahrhundert mit sorgfältiger Anpassung an den Stil des Haupthauses. Einbezogen wurde auch ein an dem dreieckigen Platz „Hof“ gelegenes Hinterhaus.

Haus Monheim mit den großen Schaufenstern um 1910

1788 wurde Andreas Monheim Alleininhaber der Apotheke, die bald darauf in Monheims Apotheke umbenannt wurde. Nach seinem Tod gingen Haus und Apotheke zunächst an seinen Sohn Johann Peter Joseph (1786–1855) über. Dieser eröffnete in dem Haus auch ein „Drogengeschäft“, vermutlich in dem am Hof gelegenen Hinterhaus, und baute dieses 1830 zu einem Drogengroßhandel aus. Das Drogendetailgeschäft wurde dabei in ein schräg gegenüber liegendes Haus an der heutigen Rethelstraße ausgelagert. Nach Johann Peter Josephs Tod übernahm sein ältester Sohn Viktor (1813–1897) Haus, Apotheke und Drogengroßhandel. Sein jüngerer Bruder Leonard (1830–1913) übernahm das Drogendetailgeschäft und erweiterte es um ein Kolonialwarengeschäft. 1857 begann  er dort mit der Herstellung von Schokolade, womit er die Grundlage für die Leonhard Monheim AG und die Trumpf Schokolade legte. Ab 1877 widmete sich Viktor Monheim nur noch dem Drogengroßhandel und überließ die Arbeit in der Apotheke seinem Mitarbeiter Winand Brücken, der sie 1881 schließlich ganz übernahm und in die Pontstraße verlegte.
Um 1900 wurde die Fassade des Erdgeschosses am Hühnermarkt erheblich verändert: die Mauerpfeiler zwischen den Fenstern wurden entfernt und es wurden zwei große Ladenschaufenster eingebaut. Der Eingang war von zwei Messingsäulen im Jugendstil gerahmt. 1938/39 verkauften die Erben Monheim das Haus an Peter Quadflieg. Im Zweiten Weltkrieg blieb Haus Monheim zwar von direkten Bombentreffern verschont, auch das Übergreifen von Bränden benachbarter Häuser konnte verhindert werden. Dennoch erlitt das Haus durch die Erschütterungen und die Druckwellen der Bombenexplosionen beträchtliche Schäden. Nach Kriegsende wurde das Haus zunächst zumindest provisorisch wieder bewohnbar gemacht.
1953 wurde Haus Monheim von der Stadt Aachen übernommen. 1958 wurde in diesem Haus das vor dem Zweiten Weltkrieg in dem 1943 bei einem Bombenangriff zerstörten Haus Fey untergebrachte Couven-Museum neu eröffnet. 1962–1967 wurde auch das benachbarte Haus zum Lindenbaum in das Gebäudeensemble eingegliedert und vom Couven-Museum aus zugänglich gemacht. Ab 1999 wurde der gesamte Gebäudekomplex grundlegend restauriert und 2001 der Öffentlichkeit wieder zugänglich gemacht.
1977 wurde das Haus Monheim vom Landeskonservator Rheinland in das Denkmälerverzeichnis eingetragen. Dort ist es beschrieben als

„spätbarockes 2geschossiges Backsteinhaus in 5:5 Achsen, EG und Gliederung des Obergeschosses in Blaustein; Mansard-Walmdach; die Fassade des Anbaues zum Hof über hohem Sockelgeschoß 3achsig.“

## Gebäude

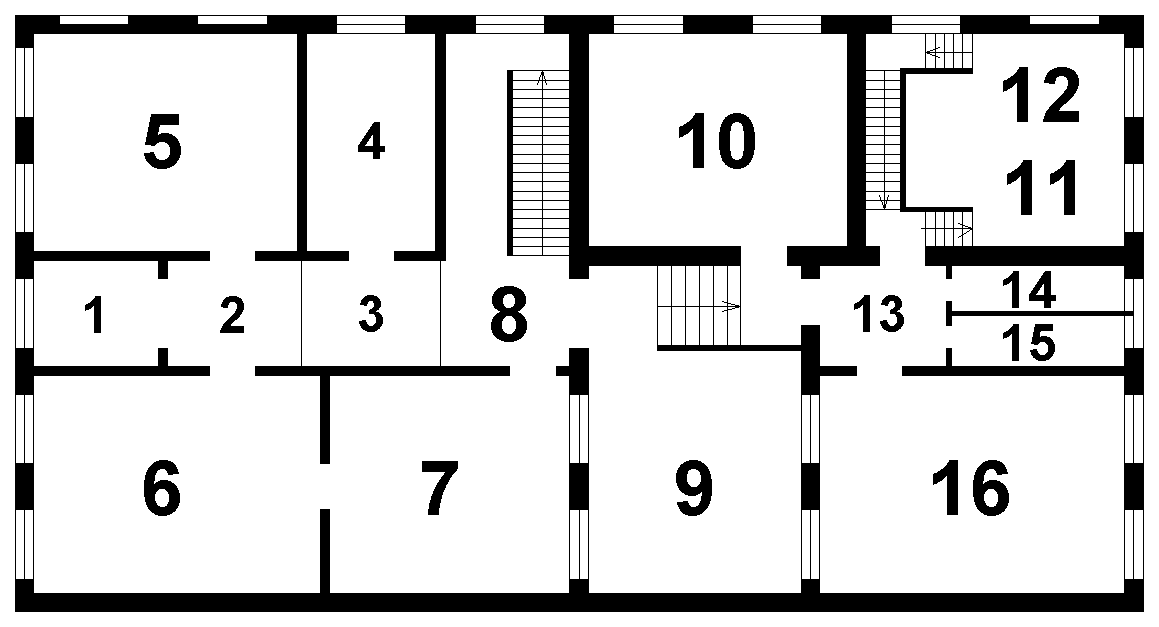
Grundriss des Erdgeschosses des Couvenmuseums: 1-8=Coeberghisches Stockhaus, 9=Innenhof, 10=Haus zur Waage, 13-16=Hinterhaus. 11-12=Haus zum Lindenbaum, gehört nicht zu Haus Monheim.

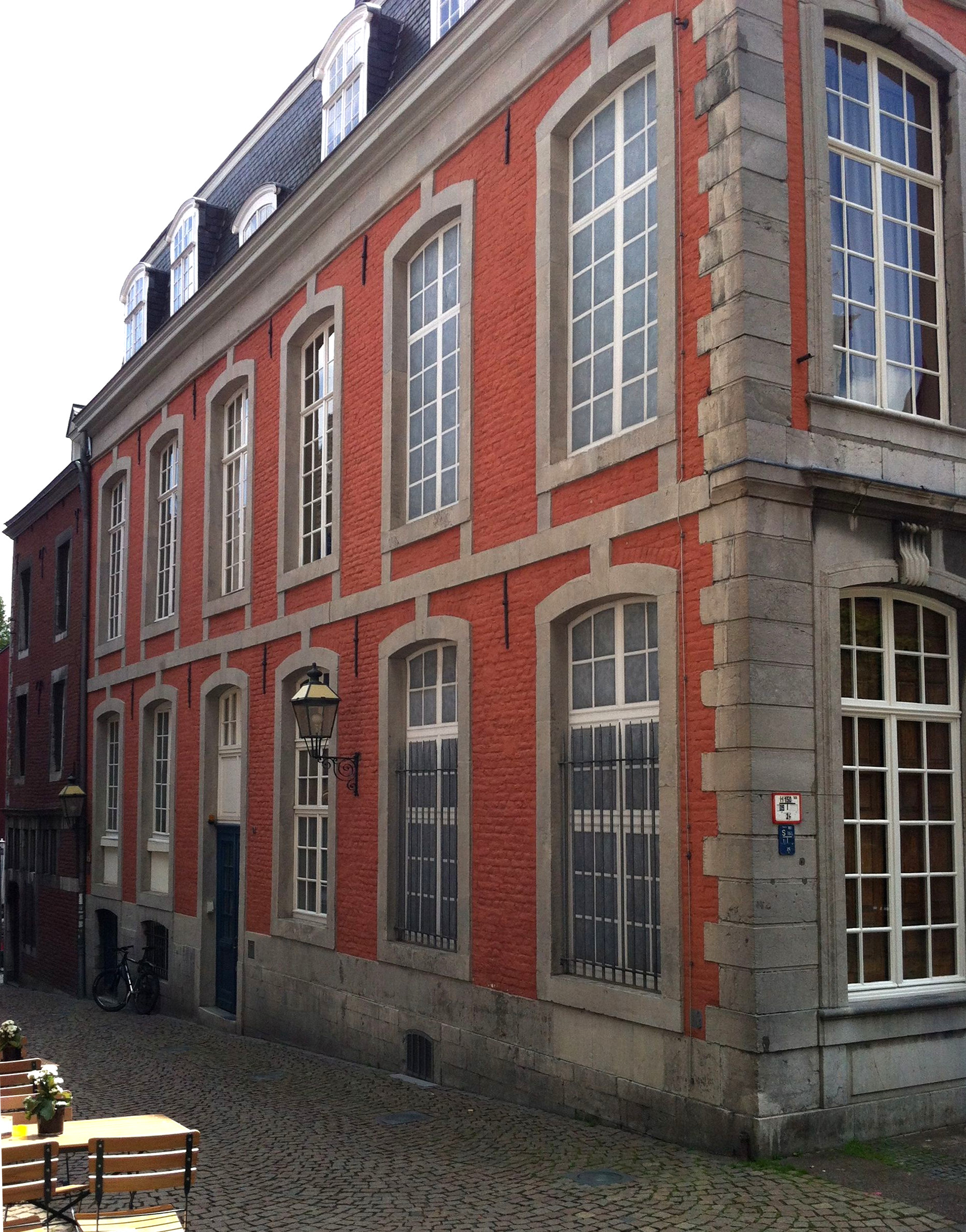
Seitenfassade an der Rommelsgasse

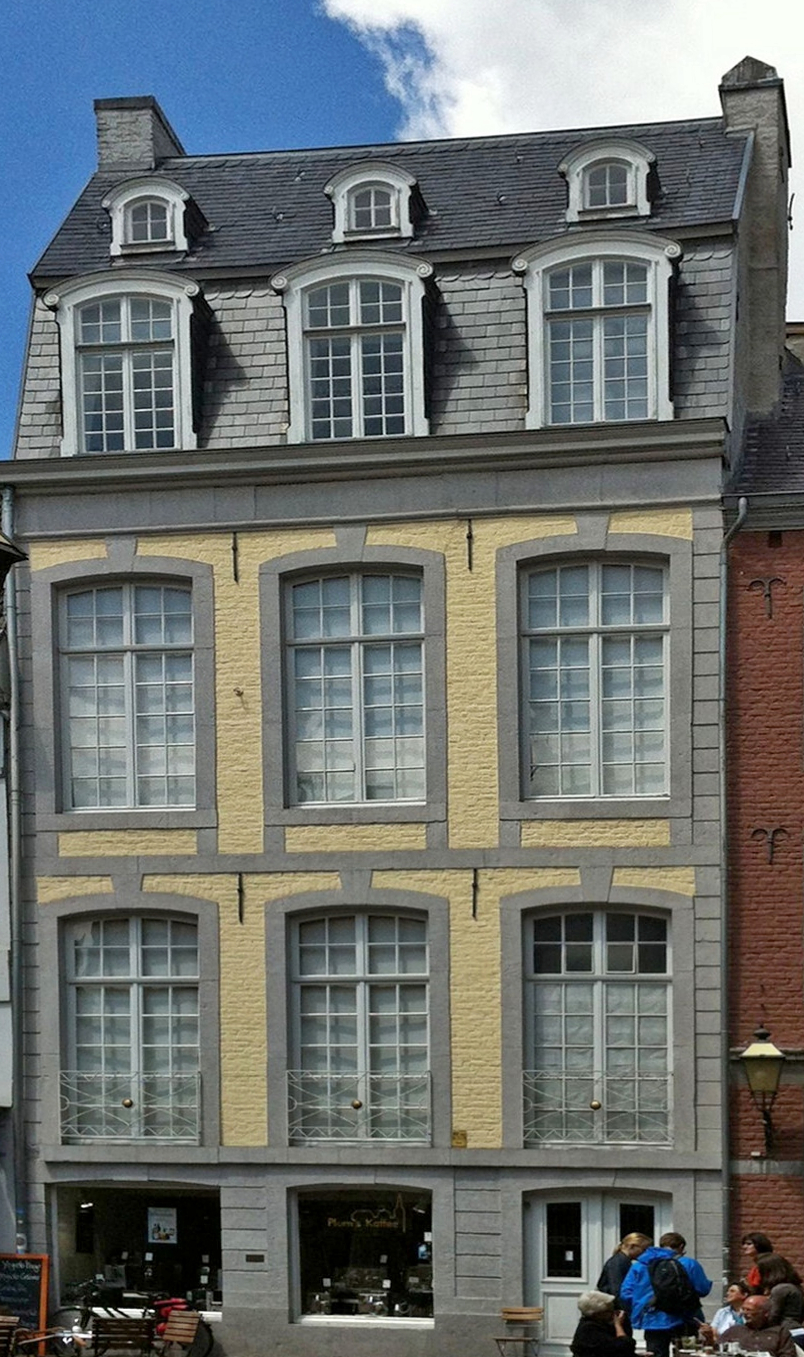
Hinterhaus am Hof

Das zweigeschossige Hauptgebäude von Haus Monheim hat einen L-förmigen Grundriss und trägt ein mit Schiefer gedecktes Mansarddach. Der kürzere Schenkel am Hühnermarkt ist etwa 12,5 m lang, der längere an der Rommelsgasse etwa 18 m. Der durch die beiden Schenkeln gebildete Innenhof von etwa 7 × 5 m wird zu dem Platz namens Hof hin von einem ebenfalls zweigeschossigen Rückgebäude mit Mansarddach abgeschlossen. An dessen Fassade zum Innenhof ist durch Blendrahmen ein Hochkeller angedeutet, eine Treppe führt zu dem Hochparterre des Hinterhauses. Unter der Treppe zeigt ein Kellerfenster auch auf der Nordseite des Innenhofes im Bereich des ehemaligen Hauses zur Waage einen Hochkeller an.
Die Hauptfassade zum Hühnermarkt hin ist symmetrisch und hat fünf Fensterachsen. In der Mittelachse liegt die Eingangstüre, ansonsten ist sie nicht plastisch gegenüber den anderen Achsen hervorgehoben. Das Gitter am Oberlicht der Eingangstür zeigt das Monogramm Andreas Monheims. Gesimse über dem Erdgeschoss und dem Obergeschoss geben der Fassade eine horizontale Gliederung. Die großen Sprossenfenster lassen nur wenig Platz für Mauerwerk zwischen den Fensterachsen und zwischen den Geschossen. Sie haben eine Umrahmung aus Blaustein und einen bogensegmentförmigen Abschluss. Die schmalen Mauerpfeiler zwischen den Fenstern sind im Erdgeschoss mit Blausteinquadern verkleidet, im Obergeschoss bestehen sie aus rot verschlämmtem Ziegelwerk.
Die Seitenfassade an der Rommelsgasse hat sechs Fensterachsen. Sie ist im Wesentlichen ähnlich gestaltet wie die Hauptfassade. Allerdings sind die Mauerbereiche zwischen den Fenstern breiter als an der Hauptfassade, wodurch die Seitenfassade flächiger wirkt. Dazu trägt auch bei, dass das Gesims zwischen Erd- und Obergeschoss durch ein flaches Steinband ersetzt ist. Der Raum zwischen den Fenstern des Erdgeschosses ist wie im Obergeschoss durch rot verschlämmtes Ziegelwerk gebildet. Die rechten zwei Fensterachsen sind Blindfenster, in die Fensternischen sind Fenster mit Gittern gemalt. In der dritten Fensterachse von links führt ein Nebeneingang in das Treppenhaus. Unter den linken zwei Fensterachsen zeigen Kellerfenster in dem Sockelbereich einen Hochkeller an. Diese Achsen entsprechen dem ehemaligen Haus zur Waage.
Die Fassade des Hinterhauses am Hof hat drei Fensterachsen. Sie ist im Wesentlichen so gestaltet wie die Seitenfassade, nur dass sie gelb gestrichen ist. Durch das Gefälle der Rommelsgasse zum Hof hin ist dort anstelle des Hochkellers ein vollständiges Untergeschoss vorhanden, das nur vom Hof aus zugänglich ist. Die Fassade des Hinterhauses am Hof ist also dreigeschossig. Das Untergeschoss ist als Laden ausgebaut und beherbergt eine Verkaufsstelle der Aachener Kaffeerösterei Plum’s Kaffee.